# Mecsekszabolcs
Mecsekszabolcs (korábban Szabolcsfalu, Pécsszabolcs vagy egyszerűen Szabolcs,  németül Seibolds) egykor önálló község, 1947 óta Pécshez tartozik. Meszestől északkeletre található, a 66-os főúttól keletre. Lakóinak száma 1910-ben 4081 fő volt.

## Nevének eredete
A Szabolcs név puszta személynévből keletkezett magyar névadással. A Szabolcs személynév etimológiája nincs tisztázva. Némelyek egy szláv személynévre vezetik vissza. Szabolcs vezérről (fejedelemről) monda is maradt fenn.

## Története

Mecsekszabolcs Pécs térképén

Szabolcs középkori falu a török hódoltság alatt is folyamatosan lakott helység volt. A Baranya vármegyei levéltárban őrzött török adófizetési defterek alapján tudjuk, hogy a faluban 23 ház állt, amelyekből 22 volt lakott. A 19. század közepéig csak rövid ideig volt nem magyar anyanyelvű lakosa. A század utolsó harmadában kezdtek itt német és cseh nyelvű bányászok letelepedni. Az akkori új lakótelepek és bányák (aknák) a magyar nevükön kívül német nevet is kaptak. Szabolcs területén a 19. század végén indult meg a kőszénbányászat és ekkorra tehető a külföldről érkező gránërok letelepedése.

## István-akna bányatelep

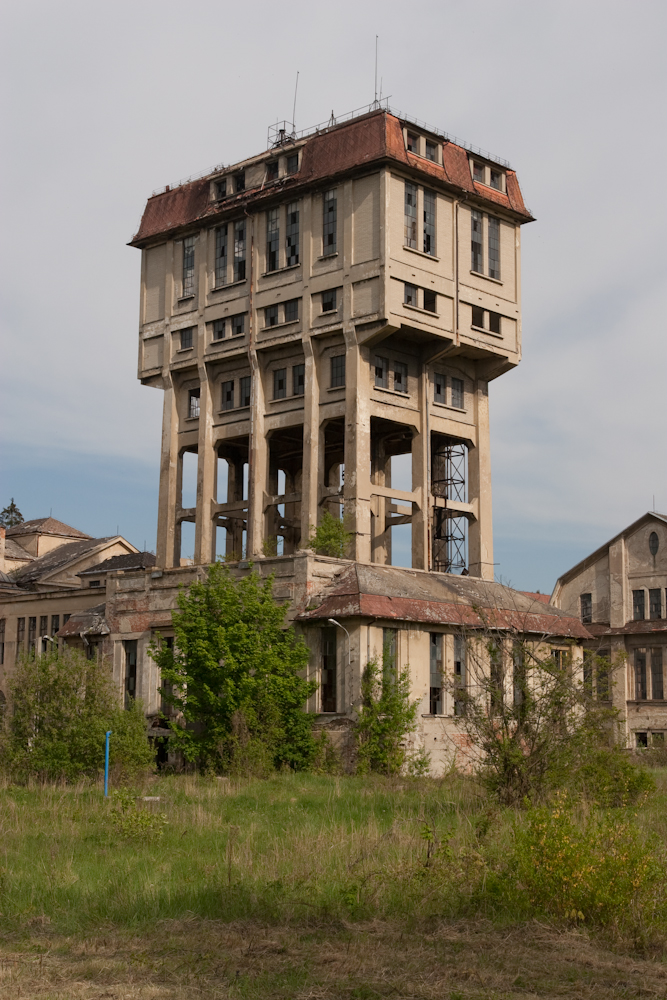
Istvánakna

A Gróf Széchenyi István-akna épületeit a 20. század elején építették (1906) a Duna Gőzhajózási Társaság megrendelésére. Az 1925-ben épült bányatelephez aknaház, aknatorony, kompresszorház és kapcsolóház tartozik, amelyeket Gut Árpád és Gergely Jenő irodája terveztek. Az aknaház négy külön tömegből áll össze a különböző funkcióknak megfelelően. A földszinten történt a szén és a bányászok fogadása. A középső teraszos részből emelkednek ki a torony vasbeton pillérei. A manzárd tetős torony három felső szintjén helyezkednek el a szállítógépek. Az aknatoronytól délre áll a kompresszorház, keleti oldalához híddal kapcsolódik a kapcsolóház. Az akna keleti felén álló eredeti épületektől nyugatra és délre voltak az István II. akna épületei, amelyeket a közelmúltban lebontottak. István-akna is a rendszerváltás után felszámolt bányászati létesítmények sorsára jutott. István-akna 2004-ig üzemelt. Az István akna egy évtizede használaton kívül van, az épületek üresen állnak, állaguk romlik.
A dombos területen fekvő őrizetlenül hagyott ipari műemlék Mecsekszabolcstól északkeletre helyezkedik el, azonban közigazgatásilag ahhoz a városrészhez tartozik. A Szent-István akna megközelíthető helyi járatokkal, a 12-es és a 80-as buszjárattal valamint a Széchenyi akna a 11-es járattal. Szent István akna egykor egy virágzó bányásztelepülés volt, olyan mint például ma a Kertváros egy része. Ma már csak egy "elfelejtett" városrész.

## Nevezetes szülöttei és lakói
- Itt született Fekete (Nagy) Béla [1905.április 5. - 1983. november 30.). Apja Fekete Jenő bányamérnök, Anyja Riedl Olga mérnök, szobrász. A Kommunista Párt tagja volt 1941 és 1948 között, majd a Szocialista Művészcsoport tagja lett (1940-1945). Az Európai Iskola tagja volt (1945-1947), amely után az Ipartervben dolgozott (1948-65í9, ipari létesítményeket tervezett. 1944-ben élettársával Barta Évával több száz zsidó személyt mentettek meg általuk készített hamis dokumentumokkal, ahogy keresztényeket is, hamis katonai szabadság levelekkel, nyílt parancsokkal. 2012-ben posztumusz nyerte el a Yad Vashem intézet "Világi Igaza" kitüntetést.
- Itt született 1913. augusztus 17-én Kurnik Ernő agrármérnök, növénynemesítő, az MTA tagja.
- Garai József bányamérnök
- Itt született 1946. október 16-án Gráf József magyar üzemmérnök, politikus, az első és a második Gyurcsány-kormány, valamint a Bajnai-kormány földművelésügyi és vidékfejlesztési minisztere.

## Közlekedése
Mecsekszabolcson áthalad a 66-os főút. Autóbusszal a városrész déli sarkát el lehet érni a 2A- járattal, a falu központjáig jár a 2-es járat, míg az északi területekre a 12-es, és a 4-es járatokkal lehet eljutni.